# Fet (poble)
Fet és un poble el municipi de Viacamp i Lliterà, que pertany a la comarca aragonesa de la Ribagorça (en castellà i aragonès Ribagorza) i que està ubicat al sud del Montsec de l'Estall.
L'antic terme municipal de Fet, de 42,10 km² d'extensió. El terme municipal incloïa des de mitjans de segle xix els pobles de Finestres i Montfalcó, l'antic despoblat de Bellmunt situat al nord de la serra de Savinós i d'Espluga de Fet. Des de 1962 el seu terme municipal es va incloure al de Viacamp i Lliterà. El poble està situat a l'extrem SE de la comarca, en un promontori entre els barrancs de Fet i de la Font en contacte amb la Noguera. S'estén als vessants meridionals de l'encinglerat Montsec d'Estall (o serra de Montgai), a migdia de Viacamp, entre el riu Guart a ponent (límit W i SW) i la Noguera Ribagorçana a llevant (límit E i SE) fins molt poc abans de la seva confluència. La Noguera forma en aquest indret l'actual Pantà de Canelles (la resclosa es troba entre Estopanyà i Tragó de Noguera, més al sud) i les aigües remunten el congost de Fet, entre la serra de savinós (a fet), que arriba a 926 m. i el puig de Millà (1,037 m, a Àger), i la part meridional del Congost de Mont-rebei o congost del Siegué, i també remunten el pas acongostat del riu Guart.
Fet i els seus agregats es comunicava per pistes forestals (els eixos més propers de comunicació importants eren a Tolba i a Àger). Els termes o antics termes limítrofes eren, a més del de Viacamp, ja esmentat, al N, els ribagorçans de Casserres del Castell (NW) i Estopanyà (SW) i els noguerencs de Tragó de Noguera (SE) i Àger (E).
Hom conreava les petites conques, molt estretes, obertes en els relleus calcaris del Montsec pels torrents i rius, però en total els conreus no arribaven al 9% de la superfície municipal (1960) i a la resta abundaven boscs i pastures. L'economia es basava en conreus arbustius i herbacis (oliveres i cereals) i en el bestiar oví, i d'altra banda era important l'horta de fet (unes 100 ha),, prop de la Noguera i dels barrancs afluents (de Fet, del Canal, de la Font), que produïen hortalisses, arbres fruiters, lleguminoses, etc...Però la construcció del pantà de Canelles el 1959 i la conseqüent inundació de la vall de la Noguera i la ribera dels seus afluents va comportar la desertització del terme, amb altres greus conseqüències com el desequilibri ecològic, i àdhuc partí pel mig la petita comarca natural, ja que els pobles d'aquest sector anaven a fer mercat a Àger.
Submergides les millors parcel·les, hom va abandonar el conreu de les parts altes i es van anar venent la quasi totalitat de les terres del terme, que es van reforestar. L'ENHER adquirí el 1958 el sector de la vall negat pel pantà (a raó de 50.000 pessetes per ha de regadiu, 15,000 el secà, 5.000 els boscs de pins i 500 la garriga), però sovint les vendes ho foren per mitjana i vers el 1965 es realitzà la de les terres del poble a 3.000 pessetes per ha en conjunt. La Confederació Hidrogràfica de l'Ebre té 640 ha (195 sota les aigües) i la resta pertany al Patrimoni Forestal (541 ha el 1960), que va repoblar el territori amb pins roigs.
A Fet hi van arribar a viure l'any 1857 397 h. anà baixant i s'estabilitzà al voltant dels 250 h des del 1900. El 1950 tenia més de 150 habitants, però el procés demogràfic de despoblament va ser radical havent baixat a només 12 el 1960, degut a la construcció de l'embassament de Canelles i al procés de despoblament del Prepirineu, la gent va marxar, quedant el poble deshabitat.
El poble de Fet s'alça a 759 m d'altitud, al centre del sector septentrional de l'antic terme, entre els barrancs de la Font i del Canal, damunt un cingle imposant. L'església parroquial de Sant Miquel, ara en ruïnes, és un edifici de pedra amb portalada classicitzant i campanar d'espadanya. L'etimologia del nom segons Joan Coromines (del llatí faecëtum, col·lectiu de faex, faecis) fa referència a les roques i els penyals despresos de la cinglera que formaren com una runa de gegants al llarg del temps. L'antic castell de Fet fou conquerit per Arnau Mir de Tost vers el 1046, el qual poc després lliurà els delmes de la seva església a Sant Pere d'Àger.
L'antic despoblat de Bellmunt s'alça a migdia de Fet, en una elevació destacada de la serra de Savinós, dominant una bona panoràmica, El centra l'església parroquial de Sant Bartomeu, romànica, de la qual resten escasses ruïnes, adossada a la més nova de Santa Maria. El 1048 el mateix Arnau Mir de Tost donà el castell de Bellmunt amb el seu terme a Sant Pere d'Àger, i el 1057, la seva església de Santa Maria.
El despoblat de Finestres (tenia 4 h el 1960), és situat a 511 m d'altitud, al sector meridional del terme, al SW de la serra de Savinós. Es troba molt arruïnada l'església parroquial de Santa Maria de Finestres, igual com la de Sant Vicenç, interessant exemplar romànic al costat de les restes de l'antic castell de Finestres, als afores.
També als afores hi ha les restes de l'antic convent de Sant Jaume, i més a migdia, la petita ermita de Sant Marc. L'església de Finestres era de Sant Pere d'Àger el 1057, igual com el castell (el 1068 fou una dotació de la canònica).
El despoblat de Montfalcó és a 772 m d'altitud, al sector NE del terme, als vessants meridionals del Montsec d'Estall.. Més al SE i enlairada en un turó que domina la Noguera, hi ha les restes de l'ermita de Santa Quitèria, abandonada, exemplar romànic d'una nau. A llevant, prop de la Noguera, hi ha les mines de lignit, oligocènic, que havien estat explotades.
L'antic despoblat i quadra d'Espluga de Fet és al sector NW del terme, que des del 1048 fou de la col·legiata de Sant Pere d'Àger.

## Monument
- L'antiga església parroquial de Sant Miquel de Fet, que depenia de l'arxiprestat d'Àger.

## Llocs d'interés
- Sant Bartomeu de Bellmunt.[5]